# Arhodia rosalinda
Arhodia rosalinda là một loài bướm đêm trong họ Geometridae.